# مسابقات قهرمانی تکواندو جهان ۱۹۸۵
مسابقات قهرمانی تکواندو جهان ۱۹۸۵ هفتمین دورهٔ مسابقات قهرمانی تکواندو جهان می‌باشد که از ۴ تا ۸ سپتامبر در سئول، کره جنوبی با شرکت ۲۸۰ ورزشکار از ۶۳ کشور برگزار گردید.

## خلاصه مدال‌ها
| رویداد | طلا                         | نقره                               | برنز                                  |
| ------ | --------------------------- | ---------------------------------- | ------------------------------------- |
| ۵۰– ک‌گ | Lee Sun-jang · کرهٔ جنوبی    | Dae Sung Lee · ایالات متحده آمریکا | Koidio Konan · ساحل عاج               |
| ۵۰– ک‌گ | Lee Sun-jang · کرهٔ جنوبی    | Dae Sung Lee · ایالات متحده آمریکا | Abdullah Al-Najrani · عربستان سعودی   |
| ۵۴– ک‌گ | Kim Young-sik · کرهٔ جنوبی   | Younousse Bathily · ساحل عاج       | Geremia Di Costanzo · ایتالیا         |
| ۵۴– ک‌گ | Kim Young-sik · کرهٔ جنوبی   | Younousse Bathily · ساحل عاج       | Sang Hon Cha · ایالات متحده آمریکا    |
| ۵۸– ک‌گ | Yoo Myung-sik · کرهٔ جنوبی   | Gustavo Sanciprián · مکزیک         | Feisal Danesh · ایران                 |
| ۵۸– ک‌گ | Yoo Myung-sik · کرهٔ جنوبی   | Gustavo Sanciprián · مکزیک         | Cengiz Yağız · ترکیه                  |
| ۶۴– ک‌گ | Han Jae-koo · کرهٔ جنوبی     | Ahmet Ercan · ترکیه                | Lucio Cuozzo · ایتالیا                |
| ۶۴– ک‌گ | Han Jae-koo · کرهٔ جنوبی     | Ahmet Ercan · ترکیه                | Iván Tejeda · دومینیکن                |
| ۷۰– ک‌گ | Park Bong-kwon · کرهٔ جنوبی  | Pietro Carrieri · ایتالیا          | Monsour del Rosario · فیلیپین         |
| ۷۰– ک‌گ | Park Bong-kwon · کرهٔ جنوبی  | Pietro Carrieri · ایتالیا          | Reuben Thijs · هلند                   |
| ۷۶– ک‌گ | Jeong Kook-hyun · کرهٔ جنوبی | Metin Şahin · ترکیه                | Patrice Remarck · ساحل عاج            |
| ۷۶– ک‌گ | Jeong Kook-hyun · کرهٔ جنوبی | Metin Şahin · ترکیه                | Jay Warwick · ایالات متحده آمریکا     |
| ۸۳– ک‌گ | Lee Dong-jun · کرهٔ جنوبی    | Hassan Zahedi · ایران              | Amr Khairy · مصر                      |
| ۸۳– ک‌گ | Lee Dong-jun · کرهٔ جنوبی    | Hassan Zahedi · ایران              | Douglas Crowper · ایالات متحده آمریکا |
| ۸۳+ ک‌گ | Henk Meijer · هلند          | Kang Seung-woo · کرهٔ جنوبی         | Abdoulaye Cissé · ساحل عاج            |
| ۸۳+ ک‌گ | Henk Meijer · هلند          | Kang Seung-woo · کرهٔ جنوبی         | Moustafa El-Abrak · مصر               |

## جدول مدال‌ها
| رتبه            | کشور                | طلا | نقره | برنز | مجموع |
| --------------- | ------------------- | --- | ---- | ---- | ----- |
| ۱               | کرهٔ جنوبی           | ۷   | ۱    | ۰    | ۸     |
| ۲               | هلند                | ۱   | ۰    | ۱    | ۲     |
| ۳               | ترکیه               | ۰   | ۲    | ۱    | ۳     |
| ۴               | ایالات متحده آمریکا | ۰   | ۱    | ۳    | ۴     |
| ۴               | ساحل عاج            | ۰   | ۱    | ۳    | ۴     |
| ۶               | ایتالیا             | ۰   | ۱    | ۲    | ۳     |
| ۷               | ایران               | ۰   | ۱    | ۱    | ۲     |
| ۸               | مکزیک               | ۰   | ۱    | ۰    | ۱     |
| ۹               | مصر                 | ۰   | ۰    | ۲    | ۲     |
| ۱۰              | دومینیکن            | ۰   | ۰    | ۱    | ۱     |
| ۱۰              | عربستان سعودی       | ۰   | ۰    | ۱    | ۱     |
| ۱۰              | فیلیپین             | ۰   | ۰    | ۱    | ۱     |
| مجموع (۱۲ کشور) | مجموع (۱۲ کشور)     | ۸   | ۸    | ۱۶   | ۳۲    |